# ویکتور مک‌لاگلن
ویکتور مک‌لاگلن (انگلیسی: Victor McLaglen؛ زاده ۱۰ دسامبر ۱۸۸۶ – درگذشته ۷ نوامبر ۱۹۵۹) بازیگر اهل بریتانیا بود. وی بین سال‌های ۱۹۲۰ تا ۱۹۵۸ میلادی فعالیت می‌کرد.
از فیلم‌ها یا برنامه‌های تلویزیونی که وی در آن نقش داشته‌است، می‌توان به دیک تورپین، دژ آپاچی، او یک روبان زرد زد، مرد آرام ، افتخار دیگر ارزشی ندارد و بی‌آبرو اشاره کرد.
وی همچنین برنده جوایزی همچون جایزه اسکار بهترین بازیگر نقش اول مرد شده‌است.